# Psectra siamica
Psectra siamica là một loài côn trùng trong họ Hemerobiidae thuộc bộ Neuroptera. Loài này được Nakahara & Kuwayama in Nakahara miêu tả năm 1960.